# José Casanova Luján
José Casanova Luján (Valencia, 21 de agosto de 1933- Valencia, 24 de junio de 1989) fue un pintor español.

## Biografía
Nació el 21 de agosto de 1933 en Valencia, en el seno de una familia muy humilde. Al cumplir los diez años le regalaron un estuche metálico de acuarelas y más tarde logró adquirir unos tubos de óleo con los que realizó sus primeros cuadros. 
Con tan sólo 13 años expuso individualmente en la Sala de la Asociación de la Prensa de Valencia. Estudió en la Escuela de Bellas Artes de San Carlos y trabajó en el taller de restauración de Rafael Vañó Marqués donde adquirió una sólida preparación técnica y un gran dominio del oficio.
En 1952 ganó el segundo Premio de Pintura en la VIII Exposición Provincial de Arte de Educación y Descanso y en 1953 el Tercer Premio de este mismo certamen.  
Tras contraer matrimonio, en 1956, se dedicó por entero a la decoración de abanicos y a la pintura. En 1978 obtuvo el Primer Premio de Pintura del Ayuntamiento de Cullera.
Desarrolló diversos estilos que cabalgaban entre el realismo, impresionismo, hiperrealismo, romanticismo, postromanticismo... centrado en temas de carácter historicista, mitológico y bíblico. En algunos de sus cuadros se advertía el gusto costumbrista de fin de siglo. 
Falleció en Valencia, el 24 de junio de 1989. 

### Obra
Su obra se encuentra representada en numerosas colecciones institucionales y particulares españolas y extranjeras. Algunas de sus exposiciones fueron:
- Calle de Correos 14. Valencia, 1946.
- Sala Asociación de la Prensa. Valencia, 1947.
- Galería Segrelles. Valencia, 1974.
- Sala de Arte Murillo. Sevilla, 1978.
- Galería de Arte 16. Madrid, 1979.
- El Greco, Madrid, 1980, 81, 82, 83, 85.
- Sala de Arte Trazos. Madrid, 1981.
- Galería Pizarro, Valencia, 1986.